# John H. Ware

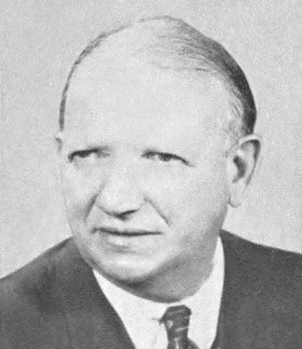
John H. Ware (1971)

John Haines Ware III (* 29. August 1908 in Vineland, New Jersey; † 31. Juli 1997 in Lancaster, Pennsylvania) war ein US-amerikanischer Politiker. Von Ende 1970 und bis Anfang 1975 vertrat er den Bundesstaat Pennsylvania im US-Repräsentantenhaus.

## Werdegang
John Ware besuchte die öffentlichen Schulen in Oxford (Pennsylvania) und Miami. Danach studierte er bis 1930 an der University of Pennsylvania. In den folgenden Jahren arbeitete er in verschiedenen Branchen. Unter anderem war er bei einer Zeitungskette und der American Water Works Company beschäftigt. Er gründete die Penn Fuel Gas Company, die Kunden in 31 Bezirken versorgte. Dabei wurde er zum Multimillionär, der auch Geld für wohltätige und soziale Einrichtungen spendete. Politisch schloss sich Ware der Republikanischen Partei an. Zwischen 1956 und 1960 war er Ortsvorsteher in Oxford; von 1961 bis 1970 gehörte er dem Senat von Pennsylvania an. Innerhalb der Republikanischen Partei Pennsylvanias leitete er den Finanzausschuss. Er war auch Kurator der Lincoln University und der University of Pennsylvania.
Nach dem Tod des Abgeordneten George Watkins wurde Ware bei der fälligen Nachwahl für den neunten Sitz von Pennsylvania als dessen Nachfolger in das US-Repräsentantenhaus in Washington, D.C. gewählt, wo er am 3. November 1970 sein neues Mandat antrat. Nach zwei Wiederwahlen konnte er bis zum 3. Januar 1975 im Kongress verbleiben. Seit 1973 vertrat er dort als Nachfolger von William J. Green III den fünften Wahlbezirk seines Staates. In seine Zeit als Kongressabgeordneter fielen unter anderem das Ende des Vietnamkrieges und der Bürgerrechtsbewegung sowie 1974 die Watergate-Affäre. In diesem Jahr verzichtete er auf eine weitere Kongresskandidatur.
Nach dem Ende seiner Zeit im US-Repräsentantenhaus nahm John Ware seine früheren Tätigkeiten wieder auf. Er starb am 31. Juli 1997 in Lancaster.